# Главные архитекторы Санкт-Петербурга
Главный архитектор Санкт-Петербурга — главный специалист в области архитектуры и градостроительства в Санкт-Петербурге. Должность была создана в 1936 году под названием главный архитектор Ленинграда, её занял Л. А. Ильин, который с 1925 года руководил Отделением по планировке при отделе коммунального хозяйства Ленсовета (современное Главное архитектурно-планировочное управление).

## Список
| Имя                                  | Годы жизни                     | Период работы                  | Примечания                                                                                 |
| Главные архитекторы Ленинграда       | Главные архитекторы Ленинграда | Главные архитекторы Ленинграда | Главные архитекторы Ленинграда                                                             |
| ------------------------------------ | ------------------------------ | ------------------------------ | ------------------------------------------------------------------------------------------ |
| Ильин Лев Александрович              | 1879—1942                      | 1936—1938                      | Член-корреспондент Академии строительства и архитектуры СССР (1941)                        |
| Баранов Николай Варфоломеевич        | 1909—1989                      | 1938—1950                      | Академик Академии строительства и архитектуры СССР (1947), Народный архитектор СССР (1972) |
| Каменский Валентин Александрович     | 1907—1975                      | 1951—1971                      | Народный архитектор СССР (1970)                                                            |
| Булдаков Геннадий Никанорович        | 1924—1990                      | 1971—1986                      | Народный архитектор СССР (1984)                                                            |
| Соколов Сергей Иванович              | 1940—2016                      | 1986—1992                      | Академик Российской академии архитектуры и строительных наук                               |
| Главные архитекторы Санкт-Петербурга |                                |                                |                                                                                            |
| Харченко Олег Андреевич              | 1948—н.в.                      | 1992—2004                      | Заслуженный архитектор Российской Федерации (1999)                                         |
| Викторов Александр Павлович          | 1955—2020                      | 2004—2008                      |                                                                                            |
| Митюрёв Юрий Константинович          | 1949—2019                      | 2008—2013                      | Заслуженный архитектор Российской Федерации (2002)                                         |
| Рыбин Олег Васильевич                | 1961—н.в.                      | 2013—2014                      | Заслуженный архитектор Российской Федерации (2010)                                         |
| Григорьев Владимир Анатольевич       | 1960—н.в.                      | 2014—н.в.                      | Заслуженный архитектор Российской Федерации (2018)                                         |